# FK Fojnica
FK Fojnica je bosanskohercegovački nogometni klub iz Fojnice.

## Povijest
Klub je osnovan 1928. godine kao Sportsko društvo (SD) Inač, a nakon drugog svjetskog rata klub djeluje kao SD Jahorina. Između 1956. i 1967. klub nosi naziv FK Mladost, a početkom 1970-ih se zove Vranica. Od 1975. nosi ime grada - Fojnica.
Tijekom 2000-ih su se natjecali u Drugoj ligi FBiH – Zapad. U sezoni 2011./12. bili su prvaci 1. županijske lige ŽSB.
Trenutačno se natječu u A županijskoj ligi ŽSB.